# Edna (grup)
Edna és un grup nascut el 2011 a Manresa, a la comarca catalana del Bages. Lʼestil de la banda segueix el mateix concepte de les seves anteriors propostes, rock català amb molta melodia de veu, amb temes ràpids i contundents i dʼaltres més accessibles però ara cantat íntegrament en català.

## Història
Edna va néixer després de la dissolució del grup Yawn. Després dʼanys tocant per diferents ciutats de Catalunya i girant amb grups de nivell internacional com Bad Religion, Lagwagon o No use for a name entre dʼaltres, van enregistrar una maqueta, un EP i un disc. Els membres tenien ganes de canviar de rumb i emprendre un nou projecte anomenat EDNA.
El seu primer CD anomenat Efecte Baskerville va ser gravat als Estudis de gravació Sibelius (Taradell) durant el mes de març. Edna té com a productor en David Rosell (Brams i Dept.) i masteritzat als Estudis Sterling Sound de Nova York per Justin Shturtz (Enginyer de grups com Alice in Chains, Paramore, Alkaline Trio o Slipknot entre dʼaltres).
El disc consta de setze cançons cantades en català i tots els temes estan relacionats entre ells, perquè tots parlen de les pors en general, por a ser diferent, por a perdre éssers estimats, por a com funciona el món global actual... Dʼaquí el nom del disc, Efecte Baskerville, que vol dir morir-se de por literalment. Aquest va veure la llum l'11 de setembre de 2011.
Actualment estan a la discogràfica Música Global de Girona.

## Membres del grup
El grup està format per: dos components de Manresa, l'Ernest Larroya (bateria) i el Ferran Tomàs (baix), un component de Sant Vicenç de Castellet, el Sergi Albareda (veu i guitarra) i un component de Navarcles el Xavi Padrós (guitarra).